# Route nationale 669
La route nationale 669 ou RN 669 était une route nationale française reliant Blaye à Saint-André-de-Cubzac. À la suite de la réforme de 1972, elle a été déclassée en RD 669.

## Ancien tracé de Blaye à Saint-André-de-Cubzac (D 669)
- Blaye
- Plassac
- Bourg
- Prignac-et-Marcamps
- Saint-André-de-Cubzac